# Alan Bean
Pour les articles homonymes, voir Bean.
Alan LaVern Bean dit Al Bean, né le 15 mars 1932 à Wheeler et mort le 26 mai 2018 à Houston, est un officier de marine et aviateur, ingénieur aéronautique, pilote d'essai, astronaute de la National Aeronautics and Space Administration (NASA) et peintre américain. Il est sélectionné pour devenir astronaute par la NASA en 1963 au sein du groupe d'astronautes 3 et est la quatrième personne à marcher sur la Lune.
Avant de devenir astronaute, Bean obtient en 1955 un Bachelor of Science en génie aéronautique de l'université du Texas à Austin et rejoint la marine américaine. Il sert comme membre enrôlé pendant un an après avoir obtenu son diplôme d'études secondaires. Il reçoit ses « ailes » d'aviateur naval en 1956 et sert comme pilote de chasse. En 1960, diplômé de l'United States Naval Test Pilot School, il vole comme pilote d'essai et est finaliste de la sélection du groupe d'astronautes 2 en 1962.
Il effectue son premier vol dans l'espace à bord d'Apollo 12, la deuxième mission avec équipage à alunir, à l'âge de 37 ans en novembre 1969. Il effectue son second et dernier vol dans l'espace lors de la mission Skylab 3 en 1973, laquelle est la deuxième mission avec équipage à la station spatiale Skylab. Après sa retraite de la marine américaine en 1975 et de la NASA en 1981, il poursuit son intérêt pour la peinture, représentant diverses scènes liées à l'espace et documentant ses propres expériences dans l'espace ainsi que celles de ses collègues astronautes du programme Apollo. Depuis le décès de Richard Gordon le 6 novembre 2017, Alan Bean était le dernier survivant de l'équipage d'Apollo 12.

## Biographie

### Enfance et formation
Alan Bean est né le 15 mars 1932 à Wheeler, siège du comté de Wheeler dans le nord-est du Panhandle du Texas, aux États-Unis. Ses parents sont Arnold Horace Bean et Frances Caroline Bean (née Murphy). Alan Bean considère Fort Worth comme sa ville natale et a des origines écossaises. Enfant, il vit à Minden, siège de la paroisse de Webster dans le nord-ouest de la Louisiane, où son père travaille pour le Soil Conservation Service, futur Natural Resources Conservation Service (en). Bean fait partie des Boy Scouts of America et il y obtient le rang de First Class (en). Il est diplômé de la R. L. Paschal High School (en) de Fort Worth en 1949. Après avoir obtenu son diplôme d'études secondaires en 1949, Bean s'enrôle dans l'United States Navy Reserve (USNR), la réserve navale de son pays.
Bean obtient un Bachelor of Science en génie aéronautique de l'université du Texas à Austin en 1955, où il bénéficie d'une bourse du Corps de formation des officiers de la réserve navale (NROTC). À l'université, il rejoint également la fraternité étudiante Delta Kappa Epsilon.

### Service militaire
Alan Bean est technicien en électronique à la base aéronavale de Dallas (future Grand Prairie Armed Forces Reserve Complex (en)) au Texas, jusqu'en septembre 1950, date à laquelle il est quitte son service militaire. En janvier 1955, Bean reçoit une commission d'enseigne de la marine américaine par l'intermédiaire du NROTC de l'université du Texas à Austin et suit une formation de pilotage. Après avoir terminé sa formation en juin 1956, il est affecté à l'Attack Squadron 44 (VA-44 (en)) de la base aéronavale de Jacksonville en Floride, de 1956 à 1960, volant sur Grumman F9F Cougar et sur Douglas A-4 Skyhawk. Après une période de service de quatre ans, il fréquente l'United States Naval Test Pilot School (USNTPS) à la base aéronavale de Patuxent River dans le Maryland — où son instructeur est son futur commandant d'Apollo 12, Charles Conrad (dit Pete Conrad) — dont il obtient le diplôme en novembre 1960. Bean suit également des cours d'art au St. Mary's College of Maryland (en) et vole comme pilote d'essai sur plusieurs types d'avions navals. À la suite de son affectation à l'USNTPS et de sa formation en sécurité aérienne à l'université du Sud de la Californie (USC), il suit une instruction supplémentaire avec le VA-44 et est affecté au VA-172 (en) de la base aéronavale de Cecil Field (en) en Floride, période pendant laquelle il est sélectionné comme astronaute de la National Aeronautics and Space Administration (NASA).
Bean a enregistré plus de 7 145 heures de vol, dont 4 890 heures sur des avions à réaction.

### Carrière à la NASA

#### Sélection
Après deux ans en tant que pilote d'essai, Alan Bean est affecté à un escadron à la base Naval Air Station Cecil Field (en) en Floride où, encouragé par Conrad, il postule pour le groupe d'astronautes 2 de la NASA. Mais sa candidature n'aboutit pas. Nullement découragé, il postule de nouveau un an plus tard au groupe d'astronautes 3 et, en octobre 1963, sa candidature est cette fois couronnée de succès.

#### Programme Apollo
En tant qu'astronaute, il est la doublure de John Young sur Gemini 10, en juillet 1966.
Il participe par ailleurs à l'élaboration des systèmes de sécurité et de sauvetage (tour de sauvetage) du programme Apollo.
Il s'engage dans le programme Apollo, tout d'abord comme doublure de Russell Schweickart sur Apollo 9 en mars 1969.
Le 14 novembre 1969, il effectue son premier vol en tant que pilote du module lunaire d'Apollo 12, devenant alors le quatrième homme à marcher sur la Lune, aux côtés de son ami Conrad.

#### Programme Skylab
Puis, avec lui, il se consacre au programme Skylab, la toute première station spatiale américaine.
Le 28 juillet 1973 : il commande la mission Skylab Mission II (SL-3), établissant un nouveau record de durée de vol pour l'époque, avec plus de 59 jours et 24 400 000 milles (39 268 000 km) en orbite. A cette occasion, il effectue une EVA (activité extravéhiculaire).
En 1975, il est la doublure de Thomas Stafford sur le vol Apollo-Soyouz.
Il achève sa carrière en 1981, au moment où débutent les vols de la navette spatiale.

### Carrière après la NASA
Alan Bean prend sa retraite en 1981 pour se consacrer à la peinture. Après dix-huit ans comme astronaute, il souhaitait traduire à travers son art ce qu'il avait eu la chance de contempler durant ses missions. Il meurt le 26 mai 2018 à Houston au Texas à l'âge de 86 ans.
À propos de la Lune, il la décrit ainsi : « Si pour vous, la beauté est synonyme de fleurs et d'animaux, de nuages et de couleurs, cet endroit ne présente aucune forme de beauté. C'est une beauté différente, complètement monochrome et très différente de tout ce que l'on a pu voir auparavant. Le ciel est d'un noir luisant, même éclairé par le Soleil. La nuit n'est pas terne comme sur Terre. C'est un monde intéressant, mais rude et hostile. ». Et à propos de la Terre : « Depuis la Lune, la Terre aurait aisément pu être considérée comme l'œil de Dieu, qui s'ouvre et se referme, passant d'un bleu et blanc lumineux au crépuscule à intervalles de vingt-huit jours. »

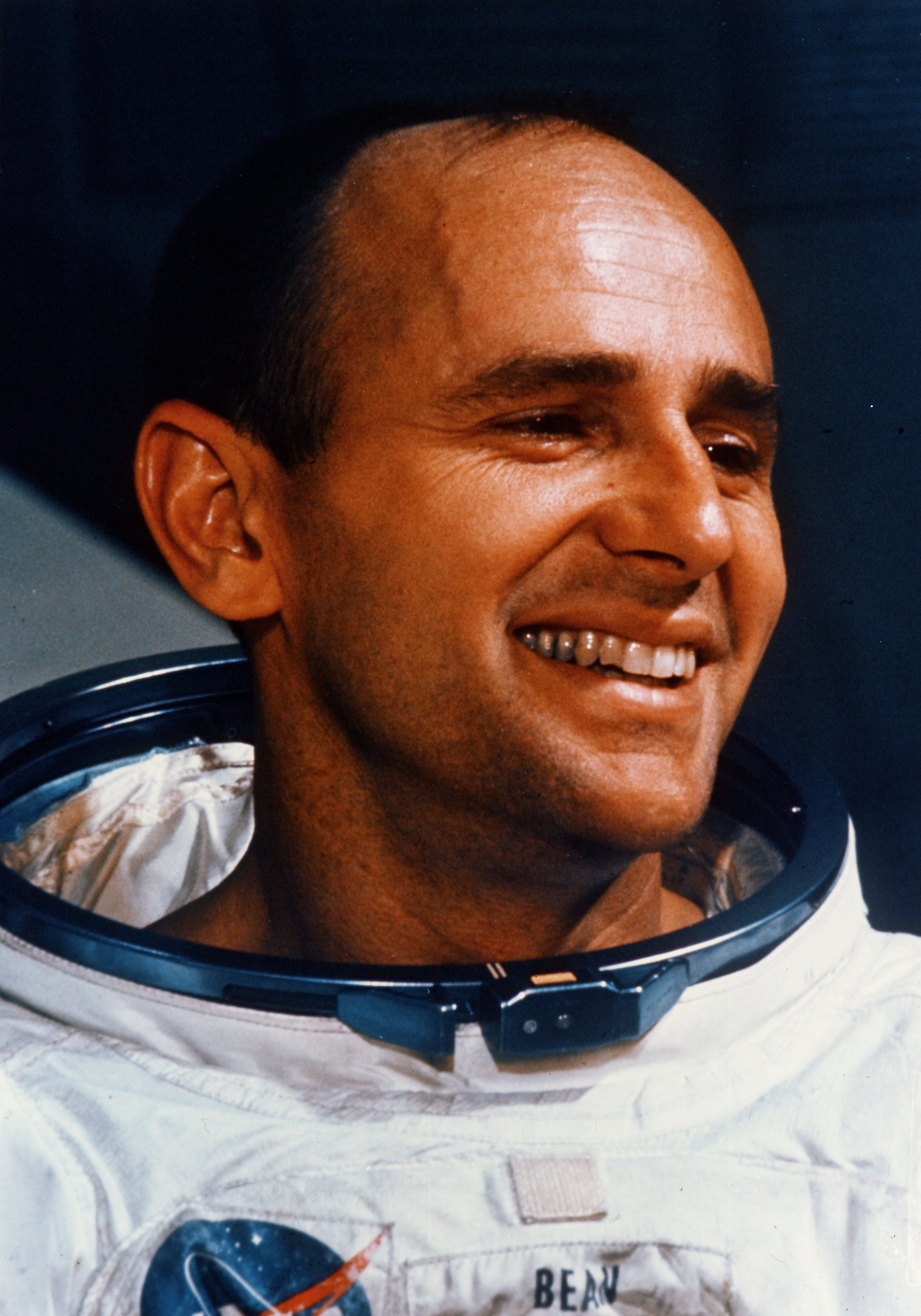
Bean en 1969.
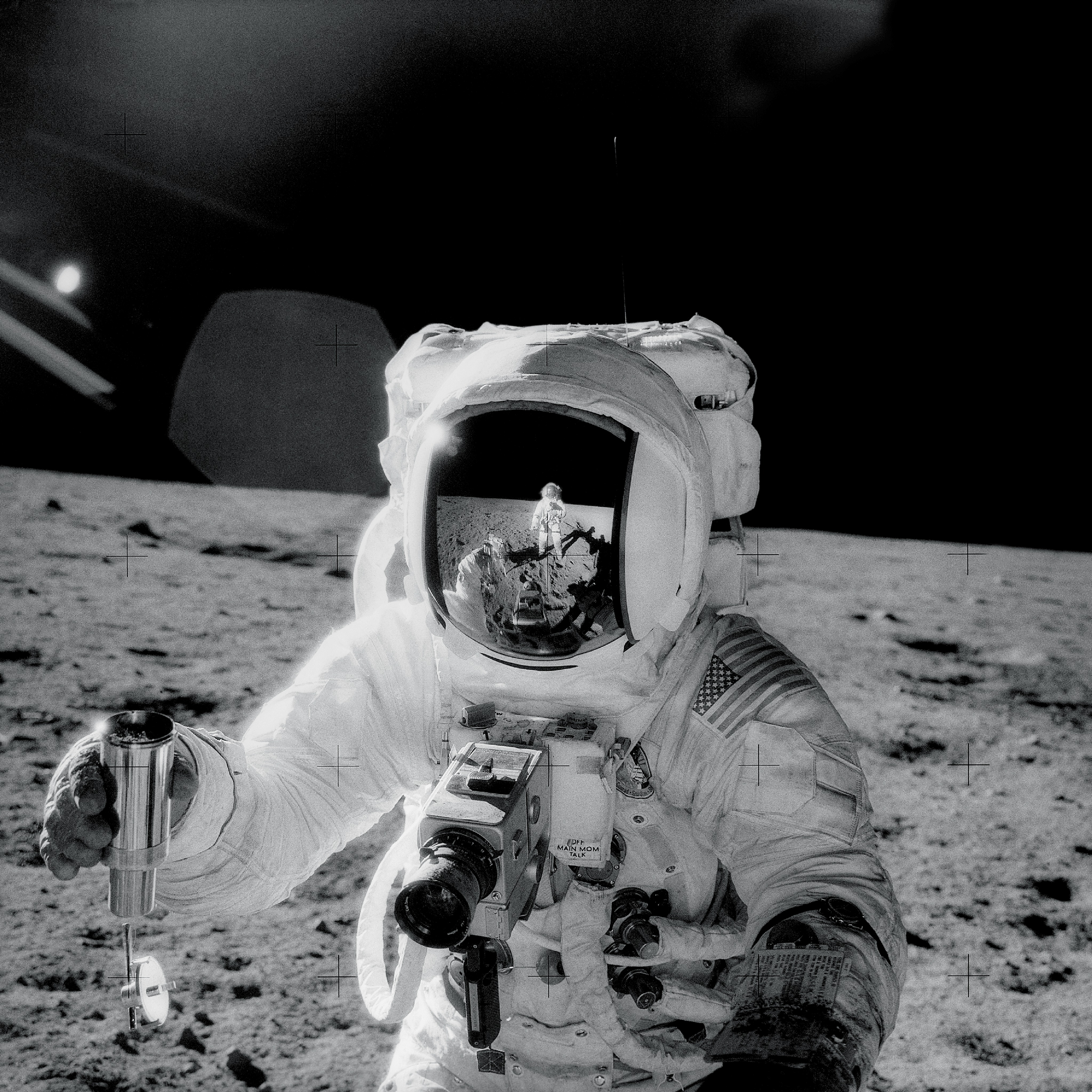
Bean pendant sa deuxième EVA sur la Lune le 20 novembre 1969 (Apollo 12).
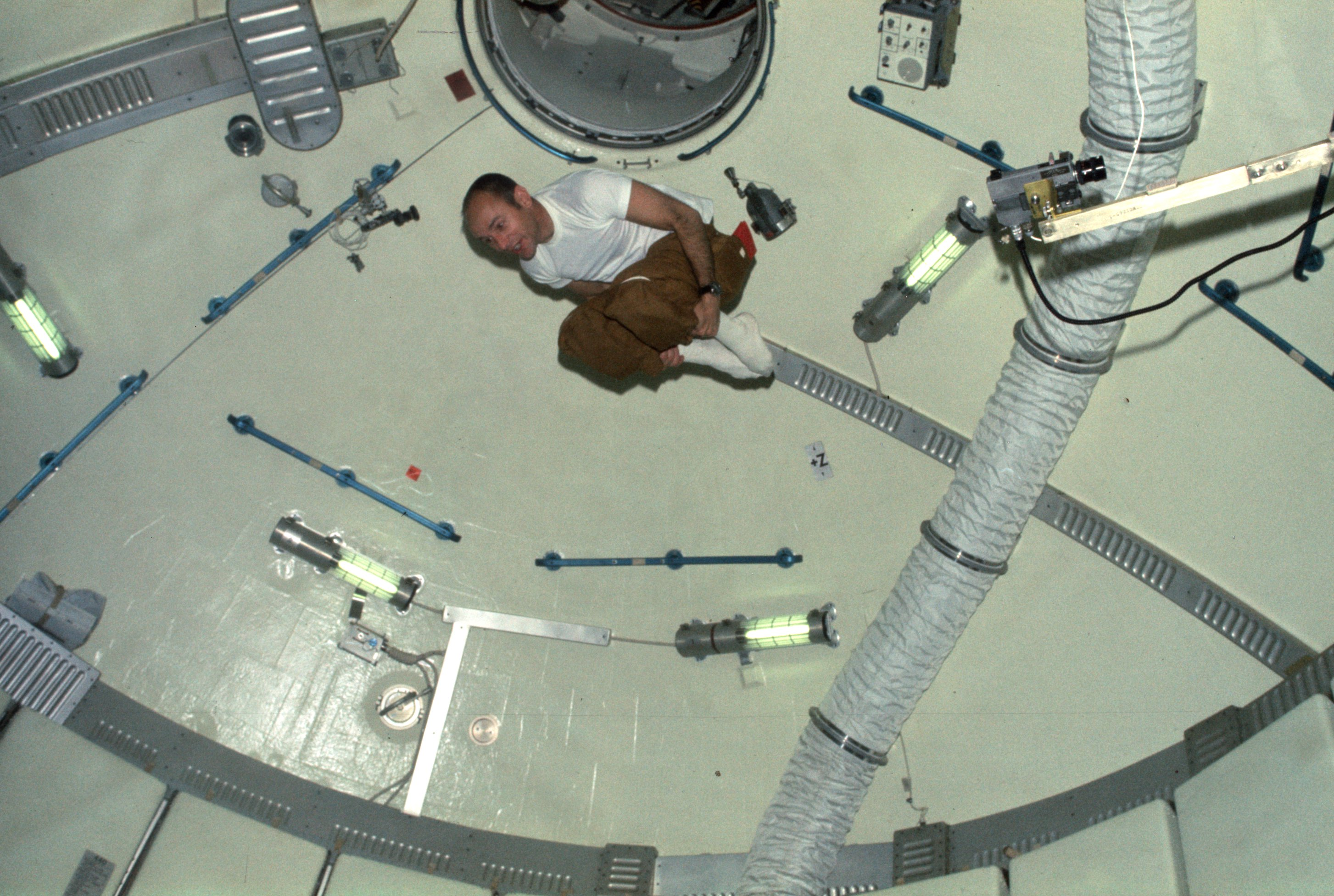
Bean à bord du Skylab le 30 août 1973
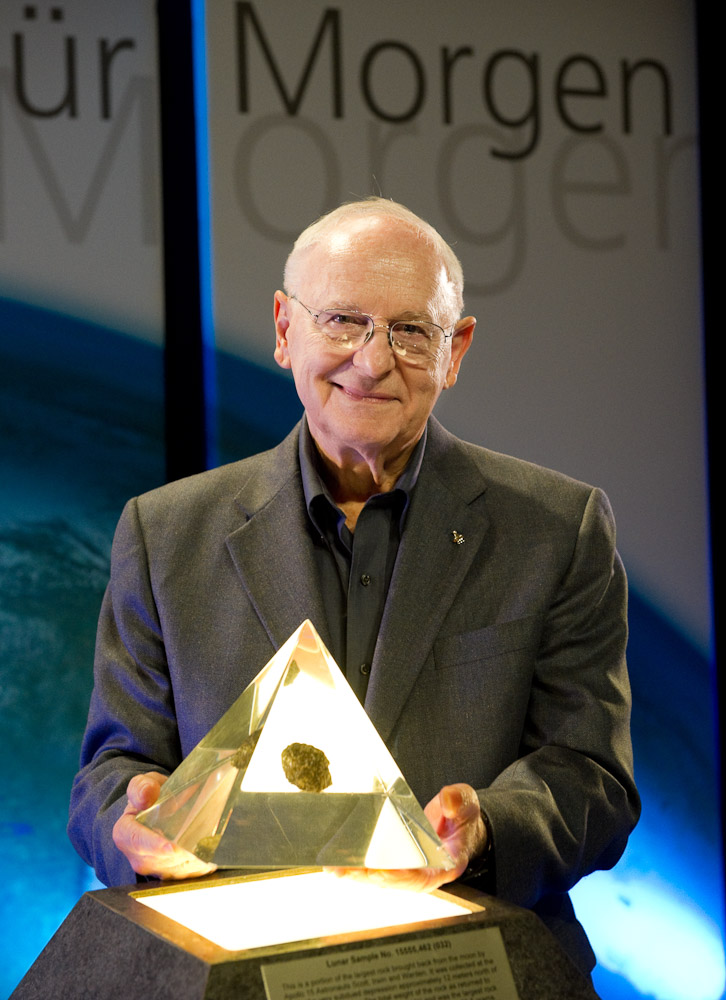
Bean présente une roche lunaire au Gazomètre d'Oberhausen en mars 2010.
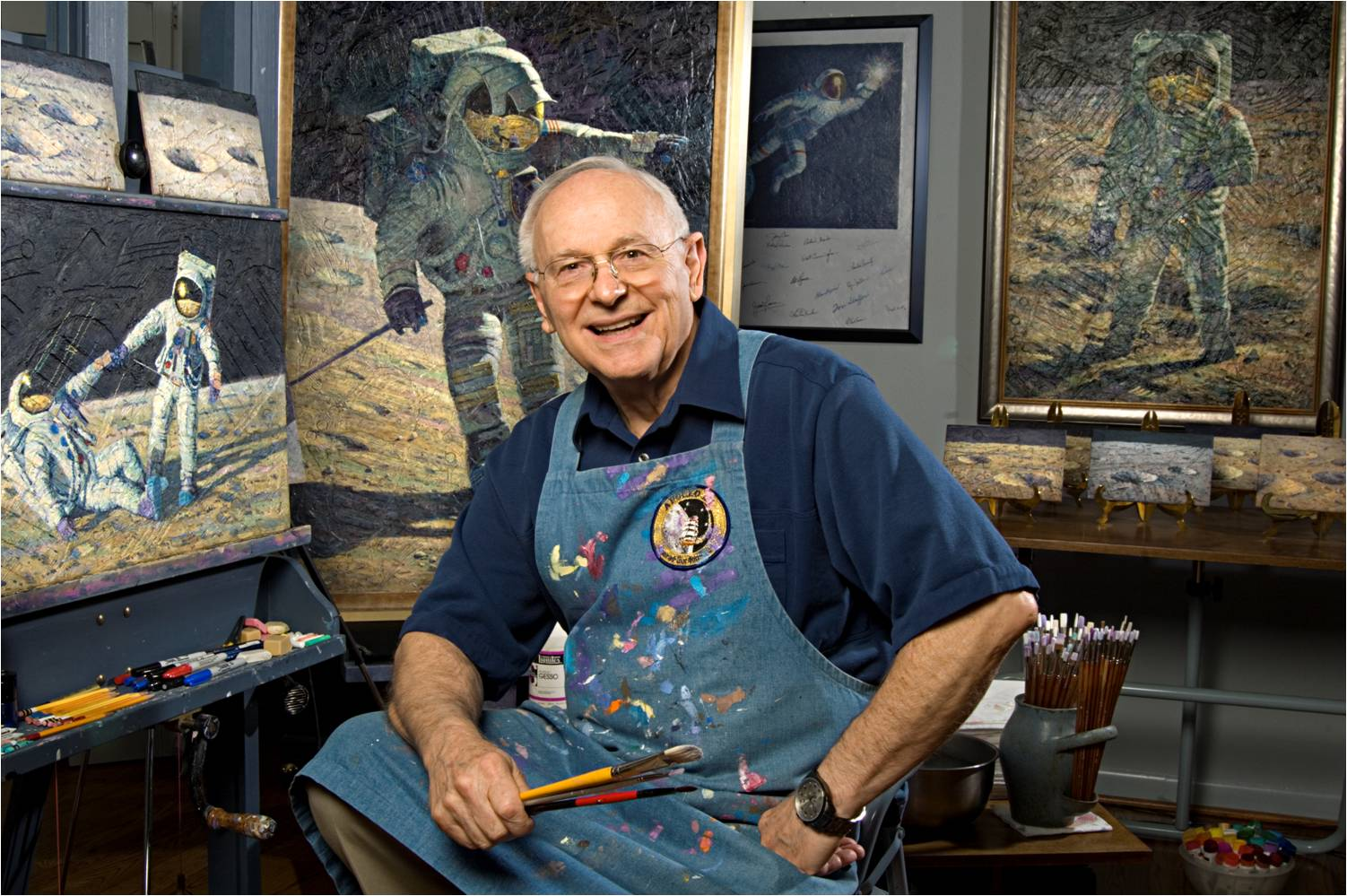
Bean dans son studio.

## Postérité
Il lui a été attribué un doctorat honorifique de science du Texas Wesleyan College (en) en 1972 et il reçut un doctorat honorifique de sciences de l'ingénieur de l'université d'Akron (Ohio) en 1974.
- Médaille du service distingué de la NASA (États-Unis)

- 14 novembre 1969 : Alan Bean est le pilote du module lunaire d'Apollo 12, devenant le quatrième homme à marcher sur la Lune. Le site d'atterrissage (photo prise par la sonde LRO) peut être visualisé à cette adresse : http://lunar.gsfc.nasa.gov/
- 28 juillet 1973 : il est le commandant de la mission Skylab Mission II (SL-3), établissant un nouveau record de durée de vol pour l'époque, avec plus de 59 jours et 24 400 000 milles (39 268 000 km) en orbite, ainsi que le record de durée de vol cumulée (plus de 69 jours).